# National Road 25 (Irlanda)
La National Road 25 (N25) è una strada irlandese nazionale di livello primario che collega Cork a Rosslare Europort nella contea di Wexford nella zona meridionale della Repubblica d'Irlanda. La strada fa parte della Strada europea E30 e per un breve tratto anche della Strada europea E01 oltre a costituire una frazione significativa del futuro Atlantic Corridor.

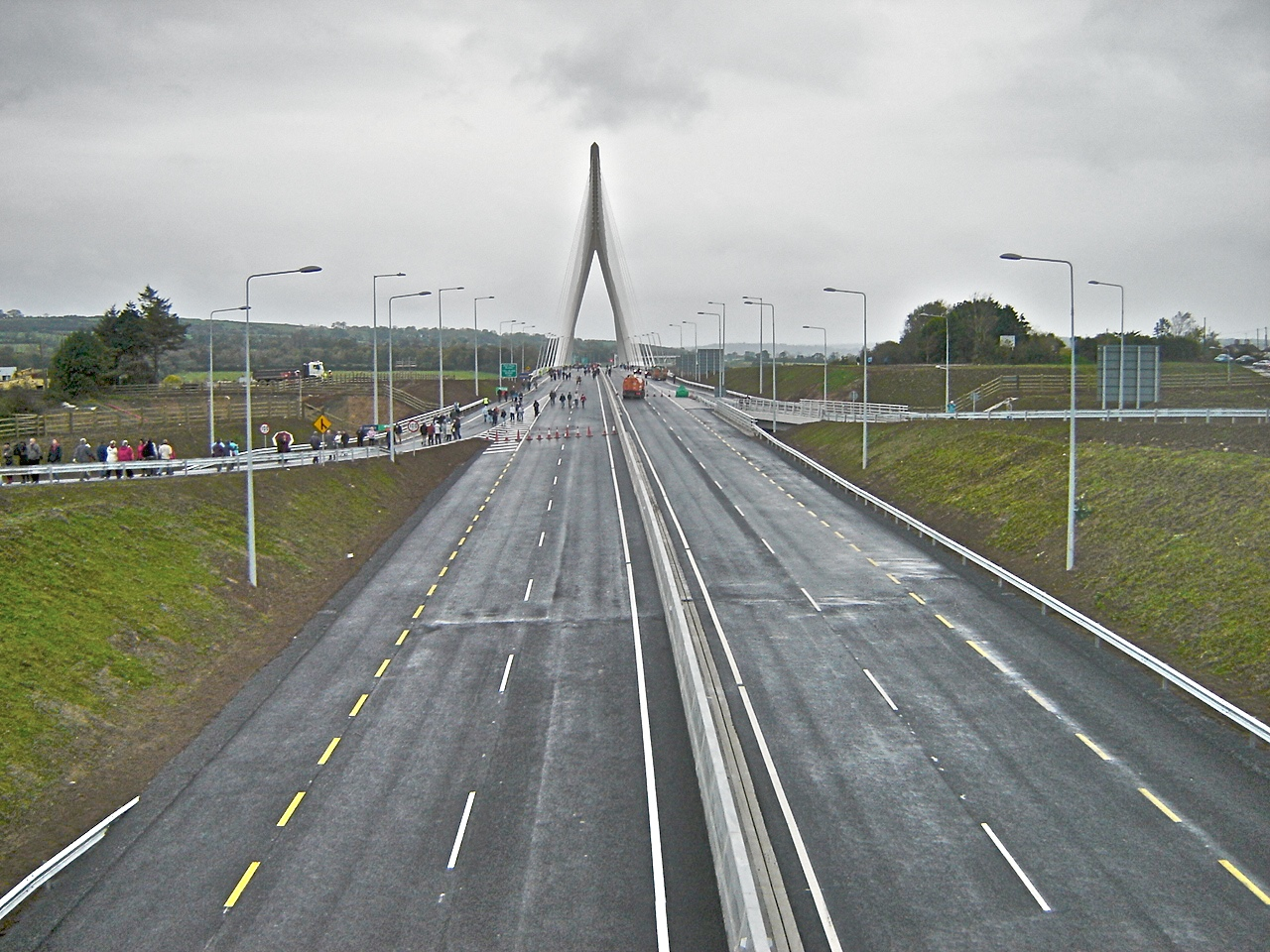
N25 a Waterford

La N25 inizia a Cork presso lo svincolo denominato Dunkettle Interchange. Successivamente prosegue verso Est come strada a due corsie in ambo i sensi di marcia fino a raggiungere il centro abitato di Midleton. 
Successivamente prosegue fino a Waterford come strada a singola corsia nei due sensi di marcia. La N25 non passa per il centro di Waterford ma aggira la città mediante una circonvallazione di 3.5 sottoposta a pedaggio.
Dopo Waterford, la N25 si dirige a settentrione e una volta varcato il Barrow passando sopra il Rose Fitzgerald Kennedy Bridge (al 2022 il ponte più lungo d'Irlanda) entra nella contea di Wexford . Successivamente prosegue fino al porto di Rosslare dove termina il proprio percorso. 

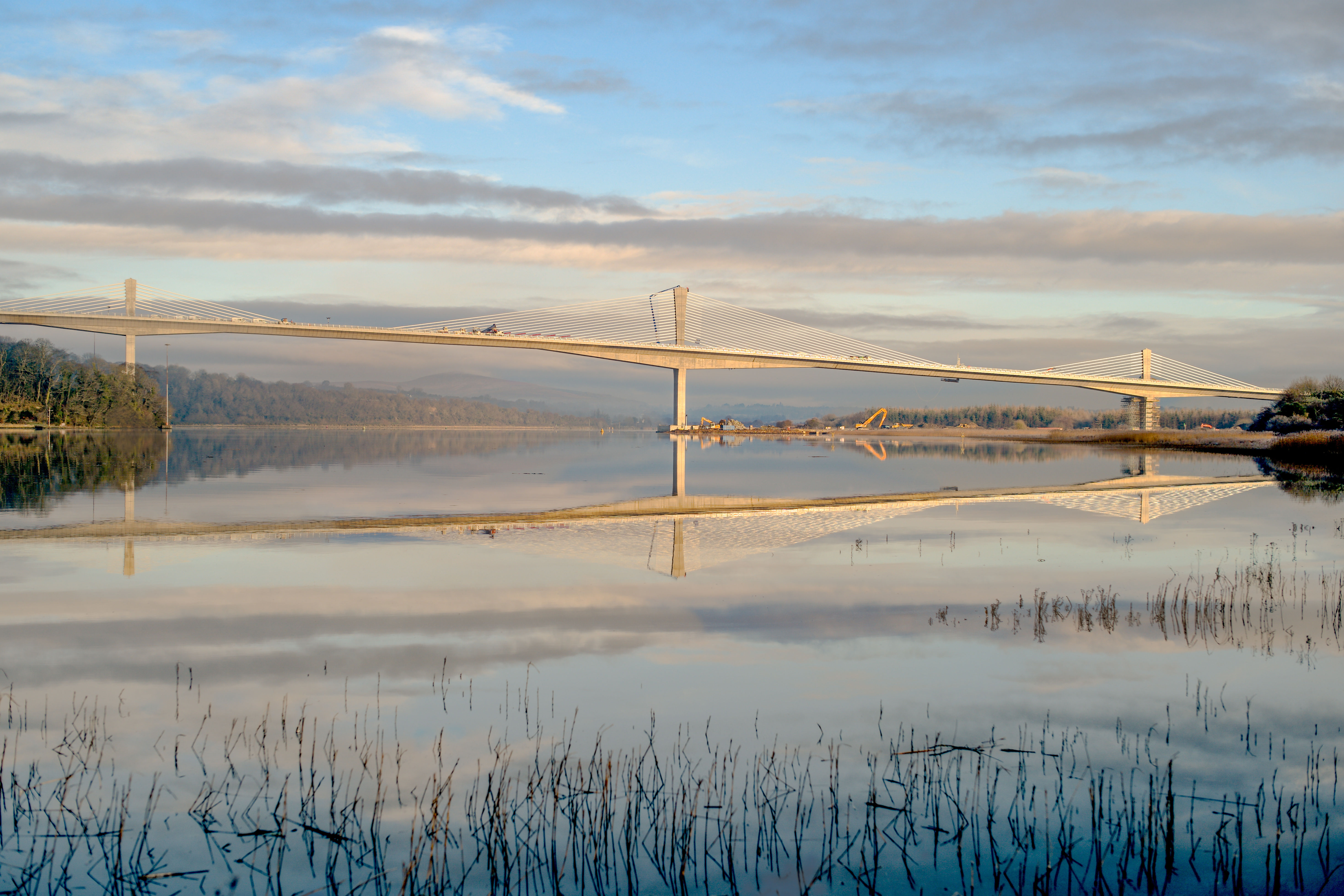
Rose Fitzgerald Kennedy Bridge

## Incidente aereo
Il 27 marzo 2017, un aereo è precipitato in un campo di fianco alla strada. Nello schianto il pilota ha perso la vita. Fu uno dei tre incidenti aerei che avvennero nella repubblica irlandese nel marzo 2017.

## Trasporto pubblico
La strada è interamente coperta dalla linea 40 della Bus Éireann che collega Tralee nella contea di Kerry al porto di Rosslare passando per Cork e Waterford.

## Svincoli
Il tratto tra Dunkettle e Midleton presenta gli svincoli riportati nella tabella che segue.
| Verso Ovest                      | Svincolo             | Verso Est                        |
| -------------------------------- | -------------------- | -------------------------------- |
| M8, N40                          | J1                   | M8, N40                          |
| R623, Glounthanue, Little Island | J2                   | R623, Glounthanue, Little Island |
| R624, Cobh, Carrigtohill         | J3                   | R624, Cobh, Carrigtohill         |
| Carrigtohill, Midelton           | J4                   | Carrigtohill, Midelton           |
| Midelton                         | J5                   | Midelton                         |
| Midelton, Whitegate              | Rotonda di Lake view | Midelton, Whitegate              |